# Bruxelles je t'aime
Singles de Angèle
Fever
(2020) Démons
(2021)
Bruxelles je t'aime est une chanson de l'auteure-compositrice-interprète belge Angèle, sortie le 21 octobre 2021 en tant que premier single de l'album Nonante-Cinq.
La chanteuse y déclare son amour à sa ville natale, Bruxelles.

## Contexte
Dans un article de presse, Angèle a précisé le sens de la chanson :

« Bruxelles je t'aime a été composé lors du premier confinement [COVID-19]. J'avais déjà composé la mélodie et commencé la production, mais ce n'est que lorsque j'ai réalisé que j'étais obligée de rester loin de ma ville que j'ai écrit cette déclaration d'amour. J'aime l'idée de parler de ma ville comme si c'était un amoureux, comme dans une relation… on s'aime, on se sépare… on se manque, mais on ne s'oublie jamais. »

## Contenu
Dans un communiqué, Angèle a mentionné que si elle vit la plupart du temps à Paris, elle est toujours « attachée à sa ville natale où vivent toute sa famille et ses amis d'enfance ». Focus on Belgium a écrit que la chanson « se déroule dans le contexte d'un message d'apaisement politique entre le nord et le sud » et « décrit tout l'amour qu'elle a pour sa ville ».

## Paroles
Dans sa chanson, Angèle fait une déclaration d'amour à sa ville natale, Bruxelles., en ajoutant à ses paroles en français quelques mots en néerlandais[réf. nécessaire].

## Critique
Zangba Thomson de Bongmines Entertainment a commenté que Bruxelles je t'aime a « un récit relatable, une voix française agréable à l'oreille et des mélodies mélodieuses. L'air sympathique et adapté à la danse possède une instrumentation luxuriante aromatisée avec une vibration pop française impressionnante ».

## Clip vidéo
Le clip est réalisé par la société Partizan Paris et sort le 21 octobre 2021 sur YouTube.
On y voit la chanteuse Angèle à bord d'un train, inspiré du Trans-Europ-Express, qui relie Paris, la capitale française à la capitale belge, Bruxelles. Chaque wagon a son univers bien à lui, avec de nombreuses références à Bruxelles. La chanteuse les traverse avec de nombreux looks, créés par la styliste Samantha Gil.
Il a été nommé pour les UK Music Video Awards pour la meilleure conception de production dans une vidéo en 2022.

## Classements
| Classement (2021)                       | Meilleure place |
| --------------------------------------- | --------------- |
| Belgique (Flandre Ultratop 50 Singles)  | 3               |
| Belgique (Wallonie Ultratop 50 Singles) | 1               |
| Tchéquie (IFPI Rádio)                   | 57              |
| France (SNEP)                           | 8               |
| Suisse (Schweizer Hitparade)            | 50              |

| Classement (2021)            | Position |
| ---------------------------- | -------- |
| Belgique (Ultratop Wallonie) | 57       |
| France (SNEP)                | 187      |

| Classements (2022)                      | Position |
| --------------------------------------- | -------- |
| Belgique (Flandre Ultratop 50 Singles)  | 50       |
| Belgique (Wallonie Ultratop 50 Singles) | 31       |

## Certifications
| Région                                                                                                 | Certification | Ventes/Streams |
| --- | ------------- | -------------- |
| France (SNEP)                                                                                          | Diamant       | 50 000 000*    |
| Belgique (BEA)                                                                                         | 2 × Platine   | 40 000*        |
| *Ventes selon la certification ^Mise en rayon selon la certification xNon précisé par la certification |               |                |

## Historique de sortie
| Région | Date             | Format                       | Label     | Ref.   |
| ------ | ---------------- | ---------------------------- | --------- | ------ |
| Divers | 21 octobre 2021  | - Téléchargement - streaming | Angèle VL | [ 24 ] |
| Italie | 19 novembre 2021 | Radio à succès contemporaine | Universal | [ 25 ] |